# Daimio (insecto)
Daimio es un género monotípico de lepidópteros ditrisios de la subfamilia Pyrginae dentro de la familia Hesperiidae. Su única especie, Daimio tethys, se encuentra en el este de Asia, en las regiones de Amur, sur de Ussuri, Japón y Taiwán. 
Tiene una envergadura de alas de 40 mm de longitud. Las larvas se alimentan de varias plantas que incluyen Quercus mongolica, Dioscorea nipponica, Dioscorea butatas, Dioscorea japonica y Dioscorea japonica var. pseudojaponica.

## Subespecies
- Daimio tethys tethys
- Daimio tethys birmana (Yunnan)
- Daimio tethys daiseni (Japan)
- Daimio tethys roona
- Daimio tethys moori
- Daimio tethys niitakana